# Associazione Calcio Crema 1937-1938
Questa pagina raccoglie le informazioni riguardanti l'Associazione Calcio Crema nelle competizioni ufficiali della stagione 1937-1938.

## Stagione
Nella stagione 1937-1938 il Crema ha disputato il girone B del campionato di Serie C. Con 27 punti si è piazzato in nona posizione appaiato al Monza.

## Rosa
| N. |                   | Ruolo | Calciatore        |
| -- | ----------------- | ----- | ----------------- |
|    | Italia (bandiera) | P     | Pietro Vannucchi  |
|    | Italia (bandiera) | D     | Mino Livio        |
|    | Italia (bandiera) | D     | Francesco Rivolta |
|    | Italia (bandiera) | D     | Francesco Sclavi  |
|    | Italia (bandiera) | D     | Felice Stabilini  |
|    | Italia (bandiera) | D     | Primo Tarenzi     |
|    | Italia (bandiera) | A     | Carlo Cattaneo    |
|    | Italia (bandiera) | C     | Giovanni Marin    |

| N. |                   | Ruolo | Calciatore       |
| -- | ----------------- | ----- | ---------------- |
|    | Italia (bandiera) | C     | Francesco Ricci  |
|    | Italia (bandiera) | C     | Enrico Rivolta   |
|    | Italia (bandiera) | C     | Ugo Sallustio    |
|    | Italia (bandiera) | A     | Agostino Bovati  |
|    | Italia (bandiera) | A     | Tarcisio Camerin |
|    | Italia (bandiera) | A     | Natale De Carli  |
|    | Italia (bandiera) | A     | Carlo Fabbris    |
|    | Italia (bandiera) | A     | Mario Pietruzzi  |